# خانواده خوش‌شانس
خانواده خوش‌شانس (به اسپانیایی: Una Familia con suerte) یک سریال تلویزیونی است که توسط خوان اوسوریو و به سفارش شبکه مکزیکی تله‌ویسا ساخته شده است. این مجموعه یک بازسازی از سریال آرژانتینی Los Roldán می‌باشد. مایلین میلانوا و لوز النا گونزالس قهرمانان اصلی سریال هستند. خانواده خوش شانس تاکنون چهار جایزه بهترین بازیگر نقش اول مرد، بهترین بازیگر زن و مرد و بهترین تم موزیکال را به خود اختصاص داده است.

## خلاصه داستان
فرناندا پنالوزا رئیس یک شرکت معروف متوجه می‌شود که سرطان دارد و تصمیم می‌گیرد که از روی پل بپرد و خودکشی کند اما به‌طور تصادفی با پدر یک خانواده به نام پانچو لوپز برمی‌خورد که تلاش می‌کند وی را منصرف کند و در نهایت لوپز می‌تواند او را متقاعد کند که زندگی هنوز هم ارزش جنگیدن دارد. و در ادامه سریال به فراز و نشیب‌های عاشقانه بین شخصیت‌های سریال می‌پردازد.